# Пневмокоток

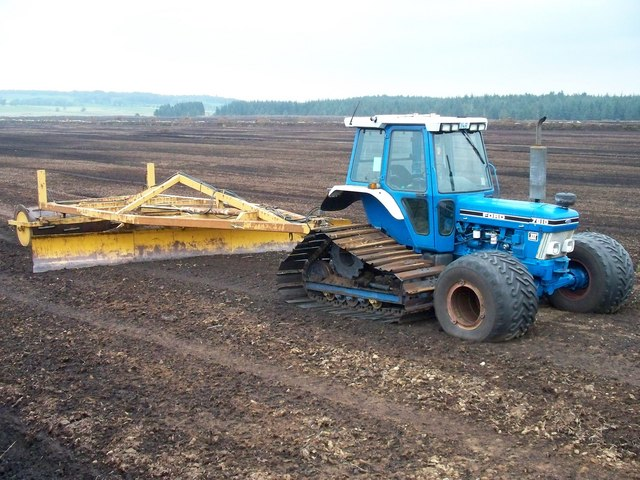
Колісний трактор Ford 7810 на напівгусеничному ходу й пневмокотках

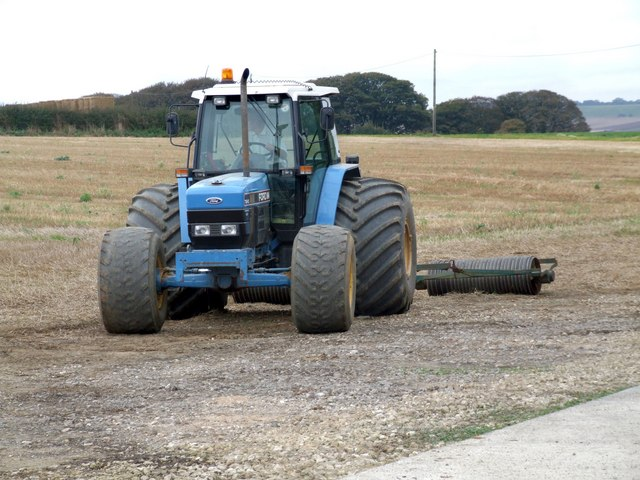
Колісний трактор Ford на пневмокотках

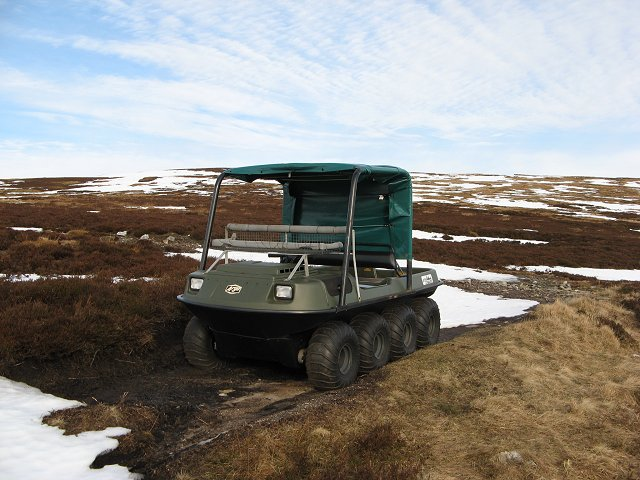
Всюдихід Argo Avenger на пневмокотках

Пневмокото́к або пневмати́чний кото́к (англ. terra tyre) — пневматична шина з відношенням висоти профілю до його ширини від 0,25 до 0,39 та відношенням ширини профілю обода до ширини профілю шини від 0,90 до 1,00.
Пневмокоток призначений для підвищення прохідності самохідних машин при русі ґрунтами з низькою несівною спроможністю або на сильно пересіченій місцевості. Через низьку вантажопідйомність і швидке зношування на дорогах з твердим покриттям значного поширення пневмокотки не мають.
Колісний рушій, у якому застосовані пневмокотки, називають пневмокотковим рушієм.

## Опис конструкції
Пневмокоток має вигляд бочкоподібної гумової безкамерної оболонки П-подібного профілю, ширина якої становить 1,0…2,0 від власного зовнішнього діаметра, а внутрішній діаметр — 0,25…0,39 від зовнішнього.
Протектор або відсутній, або має рідко розташовані ґрунтозачепи невеликої висоти, які окрім виконання своєї основної функції також збільшують міцність і жорсткість котка та стійкість його форми. Пневмокотки перевершують за пружністю звичайні автомобільні шини у 3…5 разів і аркових шин — в 1,5…2 рази, що обумовлюється перш за все низьким внутрішнім надлишковим тиском повітря величиною у 20…50 кПа. Для монтажу пневмокотків на самохідну машину необхідними є ободи спеціальної конструкції.

### Переваги і недоліки
Висока пружність і невеликий внутрішній тиск забезпечують пневмокоткам гранично низький питомий тиск на ґрунт і дозволяє працювати з великими деформаціями, добре підлаштовуючись до складних дорожніх умов та створюючи ефективну протидію проколам та ушкодженням; також завдяки низькому внутрішньому тиску у випадку проколу повітря покидає пневмокоток досить повільно.
З іншого боку, низький внутрішній тиск повітря у пневмокотках зумовлює їх порівняно низьку вантажопідйомність при великих розмірах, що у поєднанні з великою шириною, суттєво обмежує їх застосування на автомобілях. Крім цього, пневмокотки при русі на дорогах з твердим покриттям мають дуже малий ресурс по зношуванню, що сильно звужує область їх застосування.

### Застосування
Пневмокотки застосовуються на колісних болотоходах, призначених для особливо важких умов пересування; їхня конструкція дає змогу ефективно пересуватись на засніженій поверхні, по заболочених чи кам'янистих ґрунтах, сипучому піску тощо. Крім цього, вони знайшли застосування у сільськогосподарській техніці (наприклад, на тракторах), оскільки завдяки низькому тиску на ґрунт та високій пружності практично не пошкоджують родючий ґрунт.